# Gianni Brera
Gianni Brera, all'anagrafe Giovanni Luigi Brera (San Zenone al Po, 8 settembre 1919 – Codogno, 19 dicembre 1992), è stato un giornalista e scrittore italiano.
Grazie alla sua inventiva e alla sua padronanza della lingua italiana ha lasciato una profonda impronta sul giornalismo sportivo italiano del XX secolo, con un lascito di numerosi neologismi da lui introdotti e accolti nell'uso del linguaggio calcistico.

## Biografia
Nacque a San Zenone al Po, in provincia di Pavia, nel 1919, una comunità prevalentemente contadina, da Carlo Brera e Maria Ghisoni, detta Marietta, quinto e ultimogenito dopo i fratelli Alice, Albino, Norina e Franco. Di se stesso, in proposito, scrisse: 
(Gianni Brera)
All'età di 13 anni il padre Carlo, sarto e barbiere del paese, lo mandò a studiare a Milano, ospitato dalla sorella maggiore Alice, maestra elementare. Conseguita la licenza media, fece l'esame di ammissione al Liceo Scientifico Vittorio Veneto, superandolo. Iniziò a giocare a calcio come terzino a 15 anni nella squadra "A" del G.C. Giosuè Carducci di Milano, la squadra di un altro liceo, il Liceo Ginnasio G. Carducci, che partecipava al campionato milanese ragazzi 1934-1935. In seguito fu chiamato dall'allenatore Renato Rossi in rappresentativa milanese ragazzi in occasione del "Torneo Baravaglio" organizzato dal Guerin Sportivo a Torino domenica 9 giugno 1935, dove i milanesi sconfissero 2-1 i pari grado del Direttorio della Sezione Propaganda di Torino. Visto il suo trascurare gli studi per il calcio, la sorella d'accordo coi genitori lo rispedì a San Zenone, e lo iscrisse alla terza classe del Liceo Scientifico "T. Taramelli" di Pavia.
A soli 16 anni, nello stesso 1935, iniziò a scrivere dei piccoli articoli a commento del campionato della Sezione Propaganda sul settimanale sportivo milanese Lo schermo sportivo; continuò comunque a giocare nelle squadre ragazzi, passando dal Carducci all'A.C. Vittoria di Milano nella stagione 1935-1936. Di lui si scrisse che avesse giocato nel Milan. Di fatto, pur avendo giocato nei boys della squadra milanese, non arrivò mai a giocare nelle giovanili rossonere; infatti nelle cronache pubblicate dai giornali sportivi negli anni seguenti Brera, che ormai aveva passato il limite di età per giocare nei ragazzi sia provinciali sia regionali, non è mai citato. Da Pavia continuò a spedire corrispondenze al settimanale sportivo milanese "Il nuovo schermo sportivo". A 17 anni fu assunto dal Guerin Sportivo, per seguire la Serie C, dove si mise subito in luce tanto da essere considerato la terza miglior penna dopo Bruno Slawitz e Carlo Bergoglio (il "Carlin"). Ritornò al Liceo Scientifico Vittorio Veneto di Milano per gli esami di maturità. Sì iscrisse poi a Scienze politiche all'Università degli Studi di Pavia.
Durante la seconda guerra mondiale, chiamato alle armi, si arruolò volontario nel corpo dei paracadutisti e scrisse per l'ufficio propaganda del Corpo. In seguito a un periodo di addestramento a Bolzano, pubblicò nel 1942 il suo primo racconto, Il paracadutista innamorato, ancora intriso di «infatuazione mussoliniana», su una rivista di cultura fascista, l'Atesia Augusta. Scrisse inoltre la tesi di laurea, sull'Utopia di Tommaso Moro. Lunedì 26 ottobre morì sua madre, il giorno dopo, martedì 27, discusse la tesi e si laureò. I suoi articoli vennero pubblicati anche sul Popolo d'Italia. Dopo l'8 settembre 1943 fuggì in Svizzera e poi venne internato in un campo di lavoro per profughi italiani. Qui entrò in contatto con alcuni esponenti della Resistenza, tra cui Fabrizio Maffi e Giulio Seniga. Quest'ultimo gli fece da garante nel 1944 quando chiese di entrare nella Brigata Garibaldina "Comolli" operante nella Repubblica partigiana dell'Ossola. Come aiutante di campo della 83ª Brigata Garibaldi "Comolli", facente parte della 2ª Divisione Garibaldi "Redi", fu l'autore del piano che sventò la distruzione per minamento del traforo del Sempione. Brera si gloriò sempre di aver attraversato tutto il periodo della seconda guerra mondiale, da paracadutista e da partigiano, senza aver mai sparato a un altro essere umano.
Nel 1954 Giulio Seniga ruppe con il Partito Comunista Italiano e si rifugiò a casa di Gianni Brera portando in una valigia un milione di dollari che rappresentavano il finanziamento dell'Unione Sovietica al PCI. 
Brera fu candidato alle elezioni al Parlamento nella circoscrizione di Milano-Pavia in due occasioni, con il Partito Socialista e con il Partito Radicale.
Tornato alla vita civile, nel 1945 fu chiamato da Bruno Roghi alla Gazzetta dello Sport, il più importante quotidiano sportivo italiano. Al direttore Brera propose di scrivere di calcio o di boxe, i due sport che meglio conosceva, Roghi invece gli assegnò l'atletica leggera, di cui Brera era del tutto a digiuno ma che imparò presto ad amare, dedicandovi in seguito alcuni saggi e ricoprendo, tra il 1953 e il 1956, la carica di consigliere nazionale della FIDAL.
Nel 1949 la Gazzetta lo mandò come inviato speciale al Tour de France, conteso quell'anno dai tre italiani Fiorenzo Magni, Gino Bartali e Fausto Coppi; il quotidiano vendette un enorme numero di copie e a Brera fu offerta la posizione di direttore, all'età di 30 anni (il più giovane nella storia del giornalismo italiano), assieme a Emilio De Martino e poi Giuseppe Ambrosini. Si dimise dalla direzione della Gazzetta nel 1954 dopo uno scontro con la proprietà che lo aveva accusato di filo-comunismo per aver dato troppo risalto al record mondiale dei 5000 m del sovietico Vladimir Kuc, mettendolo in prima pagina.

Brera assieme all'attrice Lilli Carati, protagonista femminile della pellicola Il corpo della ragassa, tratta da un suo romanzo

Nel 1956 venne chiamato da Gaetano Baldacci a dirigere la redazione sportiva del neonato quotidiano Il Giorno. L'edizione del lunedì, con l'inserto sportivo, aumentò le vendite di 30-40 000 copie. Nel frattempo proseguì la sua collaborazione con il Guerin Sportivo di cui curava lo spazio delle risposte ai lettori, la celebre rubrica dell'Arcimatto, dove discuteva degli argomenti più disparati. Rimase al Giorno fino al 1967, quando assunse la direzione del Guerin Sportivo. Negli anni settanta scrisse nuovamente per La Gazzetta dello Sport e per un breve periodo (1979-1982) lavorò per Il Giornale di Indro Montanelli, fino a quando nel 1982 passò a la Repubblica, cui restò legato fino alla morte.
Tra le numerose testate su cui Gianni Brera scrisse vi sono anche il quotidiano francese L'Équipe e quello ungherese Népszabadság. I suoi articoli sono stati tradotti in diverse lingue. Si devono a Brera anche numerosi libri: manuali, saggi, romanzi, racconti e opere teatrali e radiofoniche. Il suo romanzo più celebre fu indubbiamente Il corpo della ragassa (1969), che nel 1978 venne adattato per il cinema da Alberto Lattuada, con la regia di Pasquale Festa Campanile; a seguire Brera scrisse Naso bugiardo (1977, riedito nel 1998 con il titolo La ballata del pugile suonato) e Il mio vescovo e le animalesse (1983), che insieme con Il corpo della ragassa compongono la cosiddetta "Trilogia di Pianariva", in quanto tutti ambientati nei dintorni dell'immaginario borgo della provincia pavese di Pianariva.
Comparve a lungo in televisione nelle trasmissioni La Domenica Sportiva (anche accanto all'amico Beppe Viola), Il processo del lunedì e L'Accademia di Brera (per l'emittente Telelombardia).
Sposatosi nel 1943 con Rina Gramegna (1920-2000), ebbe quattro figli: Franco (n. e m. 1944), Carlo (pittore, 1946-1994), Paolo (scrittore, 1949-2019), Franco (musicista, n. 1951). Fu quest'ultimo figlio a scrivere un articolo, pubblicato sul quotidiano La Repubblica il 22 dicembre 1992, in cui dichiarò, tra l'altro, che suo padre Gianni era sempre stato ateo.
Brera morì circa alle 3.20 di notte di sabato 19 dicembre 1992, in un incidente automobilistico. La sera di venerdì 18 si recò a una cena a Maleo, al Ristorante Albergo del Sole, assieme agli amici Pierangelo Mauri, gastronomo, e Vittorio Ronzoni, viaggiando seduto sul sedile posteriore della Ford Sierra di uno di loro; la cena, una tavolata di una decina di persone, era a base di ragù d'oca; dal ristorante, Brera telefonò all'ex calciatore Ambrogio Pelagalli, invitandolo ad aggiungersi ai commensali con la sua consorte, e così avvenne. Di ritorno, sulla strada che collega Codogno a Casalpusterlengo, una Lancia Thema guidata dal ventiquattrenne Guido Quartieri, che procedeva in senso opposto all'elevatissima velocità di circa 170 km/h, sbandò e invase la carreggiata dove viaggiava l'auto con a bordo Brera, scontrandosi con essa e uccidendone sul colpo i tre occupanti. Brera è sepolto nel cimitero della natia San Zenone al Po, nella tomba familiare. Due anni dopo, al processo, Guido Quartieri patteggiò una pena di un anno e dieci mesi di reclusione per omicidio colposo plurimo.

## L'ideologia calcistica e le polemiche
Gianni Brera, cultore dello studio del carattere nazionale, ha legato indissolubilmente il proprio nome alla filosofia calcistica del gioco all'italiana, ovvero catenaccio e contropiede.
L'idea di togliere un attaccante e aggiungere un difensore esentato da marcature (il cosiddetto "libero") nacque in Svizzera negli anni trenta. Il successo dell'innovazione si misurò al mondiale del 1938, in cui la Svizzera riuscì ad eliminare la Germania. Il termine "verrou" con cui gli svizzeri definirono quella tattica fu tradotto letteralmente con "catenaccio" in italiano. Fu solo nel corso degli anni cinquanta e sessanta che tale modulo fu adottato in Italia: Gipo Viani e Nereo Rocco furono gli sperimentatori, Gianni Brera il "teorico".

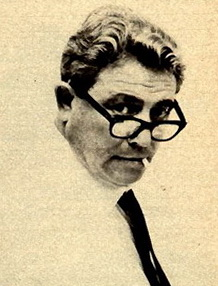
Un ritratto di Brera

Brera sosteneva la necessità di adottare il catenaccio in Italia per riportare il calcio giocato nel Paese ad alti livelli internazionali. Diceva, tra le altre cose, che gli italiani non erano fisicamente all'altezza di altri popoli e che, di conseguenza, non potevano impostare un calcio sistematicamente offensivo per 90 minuti: a trascinare al successo sarebbero stati, a suo avviso, sempre personaggi di confine che - come Cavour e De Gasperi nella storia politica del Paese - si prendevano in carico la Nazionale emancipandola da tecniche offensive per giocare d'astuzia, economizzando le energie e utilizzando tattiche di opportunità.
Il prototipo di questa descrizione fu il CT della Nazionale campione del mondo nel 1982, il friulano Enzo Bearzot, anche se in quella circostanza Brera fu protagonista di una previsione clamorosamente errata: all'esordio della trasferta spagnola dichiarò che se l'Italia fosse diventata campione del mondo avrebbe percorso a piedi la distanza tra la sua casa milanese e un santuario di devozione mariana lombardo; un mese dopo il trionfo al Santiago Bernabéu si fece fotografare in abito penitenziale e scalzo mentre saliva il sagrato del santuario. Nonostante il suo punto di vista provocasse discussioni, Brera lo difese strenuamente sino alla fine. Anche per questo non vide mai di buon occhio Arrigo Sacchi e la sua concezione di calcio offensivo, attribuendo i meriti dei successi del Milan ai soli giocatori olandesi.
Le polemiche che resero Brera celebre nel corso degli anni sessanta furono però rivolte principalmente al "Golden Boy" rossonero Gianni Rivera e, più in generale, a quei giocatori tecnici ma non combattivi, che poco aderivano alla sua filosofia calcistica; questi invece erano molto apprezzati dalla cosiddetta "scuola napoletana" e dai suoi alfieri, Antonio Ghirelli e il responsabile della redazione sportiva del Corriere della Sera Gino Palumbo  con il quale Brera ebbe anche uno scontro fisico . Brera soprannominò Rivera "abatino" in senso denigratorio ("un omarino fragile ed elegante, così dotato di stile da apparir manierato, e qualche volta finto") e osteggiò apertamente in molte occasioni l'impiego del giocatore nella nazionale italiana, pur riconoscendone la grande intelligenza calcistica e personale. Nonostante i successi nazionali e, ancor di più, internazionali del Milan di quel periodo, la polemica col fuoriclasse rossonero non si sopì mai. Brera e Rivera comunque si rispettavano molto a vicenda e, dopo la morte di Brera, Rivera fu tra i fondatori dell'Associazione Amici di Gianni Brera, oggi Simposio Gianni Brera.
Nel periodo anni settanta/ottanta Brera trovò, come nuovi bersagli della propria insofferenza per i giocatori tecnici ma non gladiatori, il regista della Fiorentina e della nazionale Giancarlo Antognoni e il fantasista nerazzurro Evaristo Beccalossi. A detta del giornalista queste critiche gli causarono, nel corso degli anni, molti attriti con giornalisti e tifosi d'opinione diversa.

### Il tifo
Brera si definiva un tifoso del Genoa, per cui coniò il termine "Vecchio Balordo" che è ancora oggi annoverato fra gli appellativi con i quali i tifosi del Genoa chiamano affettuosamente la loro squadra. Parlando proprio del club ligure, noto per essere la società calcistica più longeva d'Italia, Brera scrisse: 
 La frase di Brera è stata impressa sulle maglie ufficiali del Genoa il 15 gennaio 2017 in occasione della sfida in trasferta contro il Cagliari.
Brera fu anche in possesso del documento ufficiale di costituzione del Genoa Cricket and Football Club, risalente al 7 settembre 1893, smarrito dal giornalista e ritrovato dopo la morte tra le sue carte. La famiglia Brera ha riconsegnato alla società del Genoa il documento, che è ora esposto al Genoa Museum and Store al Porto antico di Genova.
Secondo diversi suoi colleghi, fra cui Gianni Mura, in realtà Brera era un sostenitore dell'Inter (per la quale coniò l'appellativo "Beneamata") e dichiarò la propria simpatia per il Genoa solo al fine di evitare polemiche nell'ambiente calcistico milanese.

## Lo stile
Brera "possedeva una prosa straordinariamente inventiva e «funambolica»"; egli diede vita a uno stile giornalistico innovativo e moderno, basato sulla sua vena letteraria e narrativa e su una cultura classica assai profonda.

### Onomaturgie
Brera è conosciuto come un prolifico onomaturgo, amante di giochi di parole che si muovevano sul filo della reminiscenza dotta e del vernacolarismo. Introdusse, infatti, numerosi neologismi (a volte derivati da riadattamenti in ambito sportivo di stilemi della tradizione linguistica italiana, nazionale e dialettale), entrati in modo stabile, come parole e frasi d'autore, nel lessico e nella fraseologia d'uso e in ambito calcistico-sportivo e non solo. Tra queste innovazioni, si ricordano:

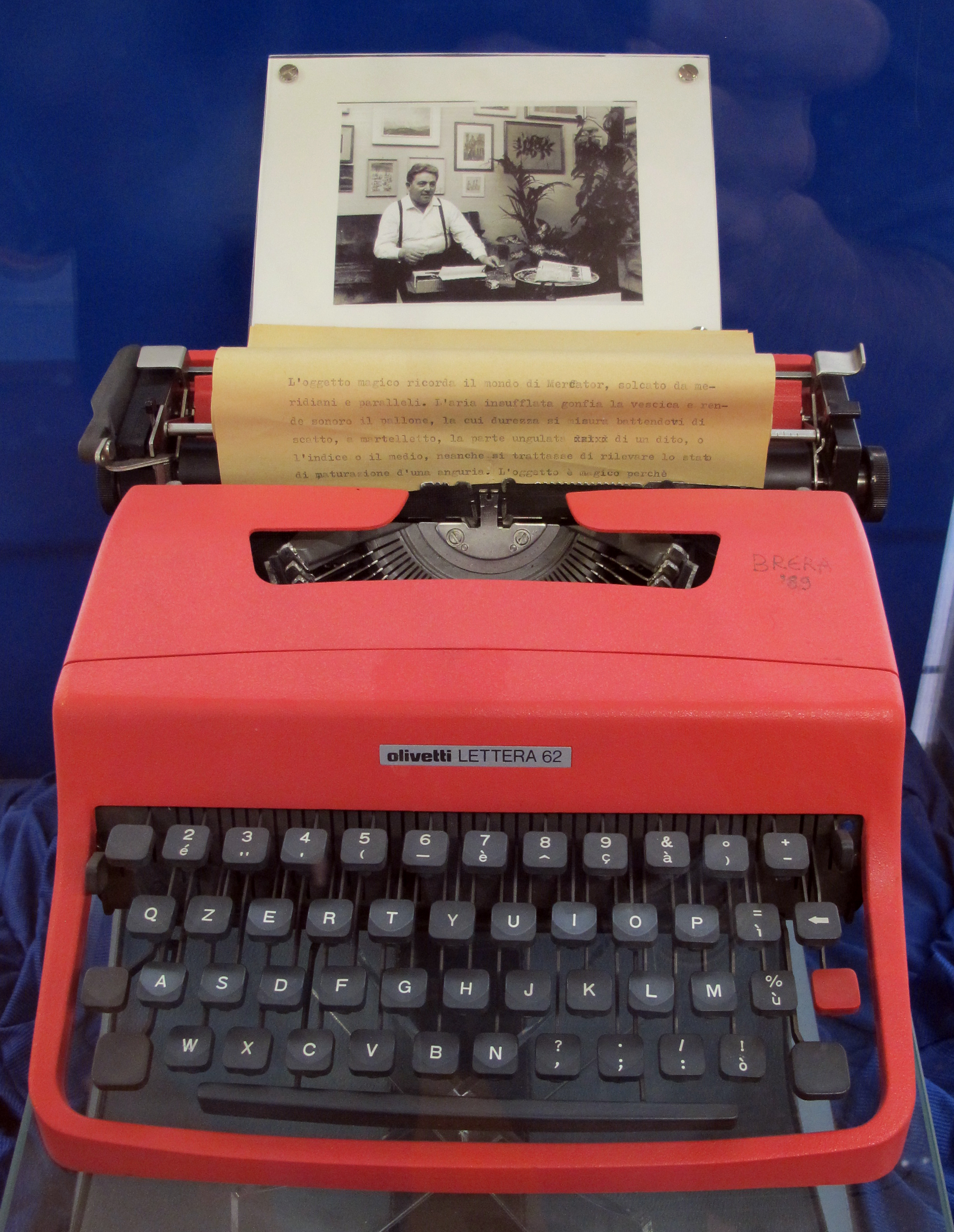
La Lettera 62 di Gianni Brera (Museo del calcio di Coverciano, Firenze)

- contropiede: tratto dalla seconda fase della danza del coro delle tragedie greche (anti-pous), descrive l'attacco di coloro che riportano il gioco in direzione inversa dopo aver sottratto palla all'avversario ancora tutto sbilanciato in avanti;
- intramontabile: giocatore che, nonostante il trascorrere del tempo, conserva intatta la propria valentìa (sullo stile del greco "athanasios", "immortale", attributo dei semidei, ma applicato alla meno duratura materia della vitalità calcistica di grandi campioni ancora attivi dopo l'età canonica);
- uccellare: effettuare con successo una giocata ingannevole ai danni di un giocatore, di un portiere o dell'intera difesa avversaria;
- centrocampista;
- incornare: realizzare un gol di testa (applica al calciatore l'immagine del toro che si avventa a corna spianate contro la muleta, nella corrida);
- pretattica: dichiarazioni diversive, fatte prima di una partita (tipicamente da parte dell'allenatore), riguardo ai giocatori che saranno utilizzati e/o alla tattica di gioco adottata, allo scopo di non fare conoscere all'avversario la strategia prescelta;
- melina: dal bolognese gioco della melina (in dialetto "al zug dla mlèina") che sta per “indugiare, cincischiare”, e cioè trattenere il più a lungo possibile la palla;
- goleador: ispanismo che richiama il "toreador" della corrida, utilizzato per indicare un giocatore che segna molte reti;
- disimpegnare: allontanare la palla dall'area di gioco in cui c'è la calca dei giocatori;
- rifinitura: tratto dal gergo sartoriale, dove designa il tocco conclusivo di confezione di un abito, è applicato all'intervento finale che corona l'azione calcistica;
- cursore: ala tornante molto veloce;
- libero (difensore senza compiti prestabiliti di marcatura): quest'ultima parola è stata accolta anche nelle lingue francese, inglese, spagnola e tedesca;
- Eupalla[1]: dea, anch'essa di sua invenzione, protettrice del calcio e del bel gioco; tratta dal greco (eu, "bene") e dall'italiano, la sua invocazione doveva rafforzare il tono epico dei suoi testi.

Gianni Brera amalgamava gli elementi della lingua italiana con quelli stranieri e con quelli tipici degli idiomi regionali, adottando giri di frase tipici della lingua lombarda. Si guadagnò a buon diritto il nomignolo di Gran Lombardo, originariamente coniato per Carlo Alberto Pisani Dossi e passato per le mani, e la penna, di Carlo Emilio Gadda. Nel romanzo Azzurro Tenebra, che parla della fallimentare spedizione della nazionale italiana ai mondiali di Germania del 1974, Giovanni Arpino tratteggiò la figura di Brera nel personaggio di Grangiuàn. Brera fece scuola, tanto che fu coniato il termine spregiativo “brerini” per quei giornalisti che in qualche maniera tentavano di rifarsi al suo stile senza possedere un eguale talento linguistico. I detrattori lo classificarono come un grande "paroliere" assai poco sportivo.

### Soprannomi
Gianni Brera ha coniato soprannomi per numerosi personaggi famosi, sia legati al mondo dello sport che non, che sono rimasti scolpiti nella memoria degli italiani:
- Abatino per Gianni Rivera[41] (in origine fu coniato per Livio Berruti[42]);
- Accacchino per Heriberto Herrera[43];
- Accaccone per Helenio Herrera[43];
- Arcimatto, per se stesso;
- il Cavaliere per Silvio Berlusconi;
- Penna Bianca per Armando Picchi e Roberto Bettega;
- il Rosso Volante per Eugenio Monti[44];
- Baron Tricchettracche per Franco Causio;
- Rombo di Tuono per Gigi Riva;
- Schopenhauer per Osvaldo Bagnoli[45];
- Pulicione o Puliciclone per Paolo Pulici;
- Bonimba per Roberto Boninsegna[46];
- Pecos Bill per Giuseppe Virgili;
- Pinna d'oro per Gianpiero Marini[47];
- Piper per Gabriele Oriali;
- Piscinin per Franco Baresi;
- Simba per Ruud Gullit[48];
- Re Puma per Diego Armando Maradona[49];
- Prestipedatore per Aldo Campatelli[50];
- Massinissa per Pietro Paolo Virdis[51];
- Deltaplano per Walter Zenga[47];
- Stradivialli per Gianluca Vialli[52];
- Mazzandro per Sandro Mazzola;
- Basletta per Giovanni Lodetti[53];
- Felix-de-Mondi o Nuvola Rossa per Felice Gimondi;
- Peppinoeu per il collega Beppe Viola[54];
- la Genzianella napoletana per il collega Antonio Ghirelli;
- Barba Gil per il collega e direttore di Tuttosport Giglio Panza;
- Conileone per José Altafini;
- Sbrindellone per Domenico Marocchino.
- Giacinto Magno per Giacinto Facchetti

## Riconoscimenti
Alla sua memoria, dal 2001 si assegna il premio Gianni Brera "Sportivo dell'Anno".
Nel 2002 l'Arena Civica di Milano fu intitolata a suo nome, e l'allora sindaco della città Gabriele Albertini disse: «Arena Civica era una definizione troppo formale, finalmente questo luogo ha un nome che sa di grande umanità e dedizione allo sport».

Brera con una copia del Guerin Sportivo dove scriveva la rubrica "L'Arcimatto"

A Uggiano la Chiesa, nel sud Salento, il comune organizza dal 2017 il "Festival dell'Arcimatto - Gianni Brera tra giornalismo e letteratura", l'ultimo giovedì di luglio. Il 26 luglio 2018, in occasione della seconda edizione del Festival dell'Arcimatto, è stato sottoscritto dalle città di Uggiano la Chiesa e San Zenone al Po un "patto di gemellaggio" nel nome di Gianni Brera.
Nel 2016 Rai Storia ha dedicato alla figura di Gianni Brera il documentario Gianni Brera. Il libero della Bassa, scritto da Daniele Ongaro e diretto da Graziano Conversano.

### Cimeli breriani
Le quattro macchine per scrivere meccaniche portatili appartenute a Gianni Brera, tutte di marca Olivetti, sono state donate dalla famiglia ai seguenti destinatari: Museo del calcio di Coverciano; Circolo culturale "I Navigli" di Milano; Ristorante la Quintana di Vidigulfo, in provincia di Pavia; Gianni Mura. Le prime tre sono esposte al pubblico. Diversi abiti di Gianni Brera sono in esposizione al Circolo I Navigli di Milano.
Due fondi tematici di libri della biblioteca personale di Brera sono stati donati dalla famiglia alle biblioteche comunali di San Zenone al Po (PV, cultura regionale) e Bosisio Parini (LC, sport).
L'archivio privato di Gianni Brera, compresi i libri di cui è l'autore, sono conservati presso la Fondazione Mondadori di Milano che li tiene a disposizione degli studiosi.
Le pipe dello scrittore sono state messe all'asta e acquistate dalla Provincia di Varese per una mostra. La famiglia ha devoluto in beneficenza il ricavato della vendita.

## Opere
La bibliografia di Brera è sterminata: il suo mastodontico archivio, affidato alla Fondazione Mondadori, ancora in fase di catalogazione. Già in vita ebbe molti editori per i propri scritti; postume sono uscite varie raccolte tematiche. Dal 2010, l'editore Limina pubblica la rivista Quaderni dell'Arcimatto, dedicata alle tematiche breriane.
- Il paracadutista innamorato, in Atesia Augusta, anno 4, numero 7-8 (luglio-agosto 1942), pp. 36-38.
- Curatela di Molière, Il misantropo; Tartufo; L'avaro, Milano, Poligono, 1947.
- Atletica leggera. Scienza e poesia dell'orgoglio fisico, Milano, Sperling & Kupfer, 1949; 1954.
- Atletica a scuola, con Gian Maria Dossena, Milano, Società Editrice Stampa Sportiva, 1951.
- L'Avocatt in bicicletta. Il romanzo di 50 anni del ciclismo italiano nel racconto di Eberardo Pavesi, copertina e disegni di Marino, Milano, Società Editrice Stampa Sportiva (S.E.S.S.), 1952; col titolo Addio, bicicletta, Milano, Longanesi, 1964; Milano, BookTime, 2011, ISBN 978-88-6218-172-3.
- Il sesso degli Ercoli, Milano, Rognoni, 1959.
- Atletica. Regina dell'Olimpiade, con Sandro Calvesi, Milano, Rognoni, 1960.
- Io, Coppi, Milano, Vitagliano, 1960.
- Atletica leggera. Culto dell'uomo, con Alessandro Calvesi, Milano, Longanesi, 1964.
- I campioni vi insegnano il calcio, Milano, Longanesi, 1965; Milano, Booktime, 2008, ISBN 978-88-6218-121-1.
- Coppa del mondo 1966. I protagonisti e la loro storia, Milano, Mondadori, 1966.
- Herrera, Milano, Longanesi, 1966.
- Prolusione critico-storica e commento tecnico a Cagliari campione d'Italia, Firenze, Sansoni, 1970.
- Il mestiere del calciatore, Milano, Mondadori, 1972; Milano, Booktime, 2008, ISBN 978-88-6218-120-4.
- La pacciada. Mangiarebere in pianura padana, con Luigi Veronelli, Milano, Mondadori, 1973; Milano, Booktime, 2014, ISBN 88-8089-166-9.
- Po, con Pepi Merisio, Bergamo, Dalmine, 1973.
- Il calcio azzurro ai mondiali. Storia dell'evoluzione tecnico-tattica del gioco più bello del mondo da Montevideo 1930 a Monaco 1974 con l'Italia grande protagonista, Milano, Campironi, 1974.
- I mondiali di calcio. Storia e personaggi dei campionati dal 1930 al 1974, con Remo Guerrini, Milano, Fabbri, 1974.
- Incontri e invettive, Milano, Longanesi, 1974.
- Introduzione alla vita saggia, Milano, Sigurtà Farmaceutici, 1974.
- Storia critica del calcio italiano, Milano, Bompiani, 1975.
- Milano, con Enzo Pifferi, Como, Editrice E.P.I., 1977.
- L'Arcimatto. Seguito da La bocca del leone e Don Lisander Manzoni, Milano, Longanesi, 1977.
- Forza azzurri. Un trentennio di memorabili partite della Nazionale, Milano, Mondadori, 1978.
- 63 partite da salvare. Un trentennio di campionato italiano di calcio, Milano, Mondadori, 1978.
- Suggerimenti di buon vivere dettati da Francesco Sforza pel figliolo Galeazzo Maria, Milano, Comune, 1979.
- Una provincia a forma di grappolo d'uva. Lomellina, Pavese, Oltrepò, Milano, Istituto Editoriale Regioni Italiane, 1979.
- Udinese! Udinese!, con Alessandro Vigevani, Udine, Casamassima, 1979.
- Aligi Sassu, Milano, Galleria Trentadue, 1980.
- Le persone che hanno fatto grande Milano. Angelo Moratti, Milano, SIDALM, 1980.
- Coppi e il diavolo, Milano, Rizzoli, 1981; poi Milano, Booktime, 2009. ISBN 978-88-6218-119-8.
- Gente di risaia, con Beppe Scarparo, Aosta, Musumeci, 1981.
- España 82, con Silvano Maggi, Milano, Bi Editoriale, 1982.
- Lombardia, amore mio, Lodi, Lodigraf, 1982.
- Viaggio nel Nordest, con Paolo Brera, Bergamo, Banche popolari di Sondrio, Bergamo, Verona, Vicenza, Modena e Banca Agricola Mantovana, 1982.
- Il gigante e la lima, Vicenza, Campagnolo, 1983.
- I miei mondiali, Pordenone, Seleco, 1986.
- U.S. Petrarca Padova. Una sfida all'Italia, Mestre, Edizioni del Gazzettino, 1987.
- Un Po d'atmosfera. Le stagioni ed i colori sul grande fiume nelle fotografie di Vittorio Scanferla e nella memoria di Gianni Brera, Aulla, Cassa di risparmio di Piacenza e Vigevano, 1989.
- Africa di Missoni per Italia 90, con Anna Piaggi, Milano, Electa, 1990. ISBN 88-435-3410-6.
- La dimensione sportiva, a cura di, Siena, Alsaba, 1990.
- Immagine 90. Cronaca fotografica dei mondiali. Storia disincantata e fedele di come si possa buttare un mondiale considerato sicuro e improvvisamente sottratto agli azzurri, Verona, CEM, 1990.
- L'arciBrera, Como, Edizioni Libri della rivista "Como", 1990.
- La leggenda dei mondiali, Milano, Pindaro, 1990. Poi (con Gigi Bignotti) I Mondiali di calcio, postfazione di Paolo Brera, Milano, BookTime, 2010. ISBN 978-88-6218-160-0.
- I mondiali di Gianni Brera. La storia della coppa del mondo di calcio, Roma, A. Curcio, 1990.
- Bacco e il vino negli ex libris. 132 ex libris riprodotti, a cura di e con Vincenzo Bertoni e Remo Palmirani, Trento-Bologna, TEMI-Accademia dell'ex libris, 1991.
- Commento a Giacomo Leopardi, Dialogo d'Ercole e di Atlante, Padova, Muzio, 1992, ISBN 88-7021-633-0.
- Genoa, amore mio, con Franco Tomati, 2 voll. a fascicoli, Firenze, Nuove Edizioni Periodiche (Ponte alle Grazie), 1992-1993.

#### Pubblicazioni postume
- L'Arcimatto 1960-1966, a cura di Andrea Maietti, prefazione di Paolo Brera, Milano, Baldini & Castoldi, 1993, ISBN 88-85988-79-2.
- Storie dei Lombardi, Collezione Storie della Storia d'Italia n.8, Milano, Baldini & Castoldi, 1993, ISBN 978-88-859-8927-6; prefazione di Paolo Brera, Milano, BookTime, 2010, ISBN 978-88-6218-168-6; Santarcangelo di Romagna, Rusconi, 2021.
- Derby! Ovvero quando il Milan straccia l'Inter, l'Inter straccia il Milan, prefazione di Paolo Brera, Milano, Baldini & Castoldi, 1994, ISBN 88-85989-77-2.
- Il principe della zolla. Scritti scelti da Gianni Mura, Collana La Cultura, Milano, Il Saggiatore, 1994, ISBN 88-428-0128-3; nuova ed., Introduzione di Paolo Brera, Il Saggiatore, 2015.
- B. nella Bassa. L'uomo, l'amico, lo scrittore, ed. fuori commercio, Padova 1994.
- La bocca del leone. L'Arcimatto II 1967-1973, a cura di A. Maietti, prefazione di Paolo Brera, Milano, Baldini & Castoldi, 1995, ISBN 88-85987-92-3.
- L'Anticavallo. Sulle strade del Tour e del Giro, Prefazione di Mario Fossati, scritti di Andrea Maietti e Paolo Brera, Milano, Baldini & Castoldi, 1997, ISBN 978-88-808-9142-0; Milano, BookTime, 2012, ISBN 978-88-6218-205-8. [Tour de France del 1949 e Giro d'Italia del 1976]
- Il calcio veneto, prefazione di Paolo Brera, Vicenza, Neri Pozza, 1997, ISBN 88-7305-433-1.
- Herrera e Moratti, postfazione di Paolo Brera, Chiassa Superiore, Limina 1997. ISBN 88-86713-21-5.
- Il teatro di G.B. Mille e non più mille, Il licenziamento di Abramo, Don Giovanni alla svolta, Milano, 1999.
- Antologia di un poeta del calcio. Le pagine più belle scritte per il Giorno, a cura di A. Maietti e G. Signori, coord. editoriale di G. Giuzzi, Bologna, 2002.
- L'inquilino dei versi, Milano, 2002.
- Caro vecchio balordo. La storia del Genoa dal 1893 a oggi, curata e completata da Fabrizio Càlzia, prefazione di Paolo Brera, Genova, De Ferrari, 2005, ISBN 88-7172-682-0.
- Il club del Giovedì, prefazione di Paolo Brera, Torino, Aragno, 2006, ISBN 88-8419-255-2.
- Un lombardo nel pallone, a cura di P. Mazzarella jr e P. Brera, Milano, ExCogita 2007, ISBN 978-88-89727-19-5.
- Il più bel gioco del mondo. Scritti di calcio (1949-1982), a cura di Massimo Raffaeli, postfazione di Paolo Brera, Collana BUR Scrittori Contemporanei, Milano, Rizzoli, 2007, ISBN 978-88-17-01813-5.
- L'abatino Berruti. Scritti sull'atletica leggera, a cura di S. Giuntini, postfazione di Paolo Brera, Milano, BookTime, 2009, ISBN 978-88-6218-147-1.
- I mondiali di calcio, aggiornamento di Gigi Bignotti, Milano, BookTime, 2010, ISBN 978-88-6218-160-0.
- Parola di Brera, a cura di A. Carotenuto, Introduzione di Gianni Mura, postfazione di Paolo Brera, Roma, La Biblioteca di Repubblica, Roma, Gruppo L'Espresso, 2012.
- Introduzione alla vita saggia, Prefazione di Carlo Verdone, postfazione di Paolo Brera, Bologna, Il Mulino, 2014.
- Sul ciclismo, collana La Cultura, Milano, Il Saggiatore, 2025, ISBN 978-88-428-3580-6.

### Narrativa
- Il corpo della ragassa. Romanzo, Milano, Longanesi, 1969; Milano, BookTime, 2010, ISBN 978-88-6218-156-3.
- Avventura in Sicilia (da Racconti dello Sport, di Arpino, Buzzati, Campanile, Silori), Milano, Mondadori, 1972.
- Naso bugiardo, Milano, Rizzoli, 1977; poi La ballata del pugile suonato, Milano, Booktime, 2012, ISBN 978-88-6218-207-2.
- Il mio vescovo e le animalesse, Milano, Bompiani, 1983; Prefazione di Paolo Brera, Milano, BookTime, 2012, ISBN 978-88-6218-210-2.
- Mille e non più mille. Commedia pavese dell'anno 999, Pavia, Cyrano, 1999, ISBN 88-86531-14-1.
- Il teatro di Gianni Brera, Milano, Viennepierre, 1999, ISBN 88-86414-40-4.
- Brambilla e la Squaw, prefazione di Paolo Brera, Milano, Frassinelli, 2012, ISBN 978-88-200-5326-0.

### Introduzioni e prefazioni
- Prefazione a Natalino Gaiotti e Tolomeo Schinelli, Profilo storico del calcio pavese. 1907-1952, Milano, Barbieri, 1952.
- Prefazione a Jack Olsen, Arrampicarsi all'inferno, Milano, Longanesi, 1962.
- Introduzione a Sport enciclopedia. Enciclopedia degli sport e degli atleti, 14 voll., San Giovanni Valdarno, Landi, 1964-1972.
- Prefazione a Attilio Gatti, Il vero cacciatore in Africa, Milano, Longanesi, 1965.
- Prefazione a Vittorio Varale, La battaglia del sesto grado (1929-1938), Milano, Longanesi, 1965.
- Prefazione a Luigi Gianoli, Atleti come uomini, Brescia, La Scuola, 1967.
- Prefazione a Jim Corbett, Le mangiatrici d'uomini del Kumaon. Il classico della caccia grossa, Milano, Longanesi, 1967.
- Prefazione a Desmond Young, I veri eroi degli abissi marini, Milano, Longanesi, 1968.
- Prefazione a Vittorio Varale, I vittoriosi. Eventi e personaggi visti e descritti in mezzo secolo di giornalismo sportivo, Milano, Longanesi, 1969.
- Prefazione a Dario Morani, Tesin a Pavia, Milano, Alfieri & Lacroix, 1970.
- Introduzione a Melina Borelli (a cura di), Le Olimpiadi, Milano, Garzanti, 1972.
- Presentazione di Mario Merlo, Una città chiamata Pavia, Pavia, Ponzio, 1974.
- Presentazione di Giuseppe Cervetto, Francesco Bassilana e Giorgio Mistretta, La selvaggina. Conoscerla, cacciarla, cucinarla, Milano, Fabbri Editori, 1974.
- Prefazione a Enzo Lunari, Le Chroniche di fra' Salmastro, Milano, Milano Libri, 1975.
- Presentazione di Rosanna Marani, Una donna in campo, Lecco, Agielle, 1975.
- Presentazione di Andrea Maietti, Tra il fiume e il campanile. Echi e silenzi da un angolo di Lombardia, Crema, Casse Rurali ed Artigiane, 1978.
- Presentazione di Antonio Piccinardi, A tavola insieme. Come abbinare i vini ai cibi, Milano, Nibbio Italia, 1980, ISBN 88-85056-00-8.
- Introduzione a Melina Borelli (a cura di), Olimpiadi '80, Milano, Vallardi-Garzanti, 1980.
- Presentazione di Orlando "Rocky" Giuliano, Storia del pugilato, Milano, Longanesi, 1982.
- Introduzione a Aligi Sassu. Il grande caffè, Padova, Mastrogiacomo-Images 70, 1985.
- Presentazione di Ciclismo. I campioni del mondo, Chiavari, Sagno, 1985.
- Introduzione a Antonio Piccinardi, La Versa. 80 anni 1905/1985, Milano, Publigraf, 1985.
- Presentazione di Laura Tettamanzi, La strada dei vini in Lombardia, Como, Pifferi, 1986.
- Presentazione di Rita Landriani e Angela Nanetti, Messaggi in bottiglia. Antologia per la scuola media, vol. II, Milano, Mursia, 1988.
- Introduzione a Giovanni Manetti, Sport e giochi nell'antichità classica, Milano, A. Mondadori, 1988. ISBN 88-04-31896-1.
- Prefazione a San Siro. Lo stadio racconta, Como, Pifferi, 1990.